# Быковы
Быковы —  дворянский род.
В Гербовнике помещены четыре фамилии этого имени:
1. Потомство Степана Быкова, упоминаемого при походе на Казань (1469) (Герб. Часть VII. № 41)
2. Потомство действительного статского советника Николая Дмитриевича Быкова (Герб. Часть XIV. № 114).
3. Потомство действительного тайного советника, доктора медицины, Александра Быкова (Герб. Часть XVI. № 84)
4. Потомство Петра Александровича Быкова (Герб. Часть XX. № 28);
5. Михаил Быков, надворный советник,  жалован дипломом на потомственное дворянское достоинство (14.10.1827)[1][2].

## История рода
Древняя фамилия Быковых считает своим предком Василия Быкова, псковского сановника, приезжавшего из Пскова к Иоанну III (1471). Степан Быков упоминается в походе на Казань, воевода в Устюжском полку (1469). Иван Тихонович, Осип и Семён Фёдоровичи пожалованы Иваном Грозным поместьями в московском уезде (1550). Опричниками Ивана Грозного числились: Гаврила, Семён, Лука и Алексей Константиновичи и Девятый Быковы (1573). Афанасий Захарович записан в числе дворян и детей боярских (1618). Юрий Захарович пожалован от Михаила Фёдоровича грамотой на поместья (1643).
В XVIII-XIX вв. род Быковых появляется в Ярославской и Тульской губерниях. В XIX-XX вв. род разделяется на 2 ветви: ветвь Быковых и ветвь Акифьевых, существующие и поныне.

## Описание гербов

#### Герб. Часть VII. № 41.
В щите, разделённом надвое, в верхней половине в правом, голубом поле, диагонально положена серебряная сабля, а в левом, красном поле, серебряная башня о трёх зубцах. В нижней половине в золотом поле бык, идущий по земле в правую сторону (изм. польский герб Циолек).
Щит увенчан дворянским шлемом и короной. Намёт на щите красного и голубого цвета, подложенный золотом.

#### Герб. Часть XIV. № 114.
В красном щите, усеянном золотыми крестиками, золотая опрокинутая скрипка диагонально справа налево, с четырьмя чёрными струнами. В золотой главе щита три красных малых щитка. Над щитом дворянский коронованный шлем. Нашлемник - золотой голубь вправо с поднятыми крыльями, окруженный двумя зелёными лавровыми ветвями. Намёт: красный с золотом. Девиз "LABORE ET ARTE" золотыми буквами на красной ленте.

#### Герб. Часть XVI. № 84.
В красном поле щита, на зеленой земле, серебряный бык, обращенный вправо, с красными глазами, золотыми рогами и копытами. Над щитом дворянский коронованный шлем. Нашлемник - золотая чаша, из которой пьет обвивающая вокруг неё змея натурального цвета с золотой короной, красными глазами и жалом. Намёт: красный, подложен серебром.

#### Герб. Часть XX. № 28.
В золотом поле щита, чёрный одноглавый орел с красными глазами, языком и лапами, держащий в правой лапе серебряный с золотой рукоятью меч. На груди орла золотой круглый щит с изображением бычьей головы. Над щитом дворянский коронованный шлем. Нашлемник - три чёрных страусовых пера, на среднем золотой лапчатый крест, под которым золотой полумесяц рогами вниз. Намёт: черный с золотом. Девиз: "ЗА ВЕРУ И ПРАВДУ"  чёрными буквами на золотой ленте.

## Известные представители
- Быков Сидор — воевода в Лаусте (1581-1582).
- Быков Иван Васильевич — воевода в Волок-Ламский (1627-1628).
- Быков Афанасий Захарович — серпейский городовой дворянин (1627-1629).
- Быков Богдан Захарьевич — стольник патриарха Филарета (1627-1629), московский дворянин (1640-1677).
- Быков Алексей Иванович — вяземский дворянин, убит при осаде Смоленска (1634).
- Быков Юрий Захарьевич — воевода в Белёве (1651-1652).
- Быков Сергей — воевода в Лухе (1664-1665).
- Быков Борис Афанасьевич — стряпчий (1671-1676), московский дворянин (1692).
- Быков Артемий Путилович — московский дворянин (1676-1692).
- Быков Василий Богданович — стряпчий (1676), стольник (1680-1692).
- Быков Петр — воевода в Новом-Осколе (1679).
- Быковы Никифор и Иван Лаврентьевичи — стольники Петра I.
- Быков — поручик Ревельского пехотного полка, погиб в сражении при Гисгюбели, Кульме (17-18 августа 1813), его имя занесено на стену храма Христа Спасителя в г. Москва[4][5][1].
- Быков, Алексей Андреевич (1896—1977) — нумизмат-востоковед.
- Быков, Сергей Александрович (1841 — не ранее 1917) — председатель Главного военного суда.
- Быков, Александр Дмитриевич (род. 2007) — системный администратор / музыкант-мультиинструменталист.
- Быков, Александр Семенович (1950-2021) — мастер спорта по тяжёлой атлетике, тренер, судья международной категории.